# Лейдсендам-Ворбург
Лейдсендам-Ворбург (нидерл. Leidschendam-Voorburg) — община в провинции Южная Голландия (Нидерланды).

## История
Муниципалитет Лейдсендам-Ворбург является результатом слияния муниципалитетов Лейдсендам и Ворбург в 2002 году. Он состоит из двух городов Лейдсендам и Ворбург , которые появились рядом друг с другом в первой половине 20-го века.
Лейдсендам-Ворбург примыкает к городу Гаага и часто рассматривается как его пригород, хотя это независимый муниципалитет. Некоторая часть города по-прежнему остается сельской деревней, расположенной в нескольких километрах к северо-востоку от Лейдсендам.

## Транспорт

#### Железная дорога
Три железнодорожные станции расположены в муниципалитете, обеспечивают связь со всеми крупными городами в Рандстаде. Главный железнодорожный вокзал — Ворбург на линии Гаага — Утрехт. Эта станция находится на южной окраине центра города.
На линии Роттердам-Амстердам, расположенной на границе Гааги, есть две станции: Ден Хааг Лан ван Ной (для некоторых междугородних поездов и пригородных поездов) и Ден Хааг Мариахое (только для местных поездов).

## Города-побратимы
- Констанцин-Езёрна, Польша
- Границе, Чехия
- Темекьюла, США